# Alfa Centaurydy
Alfa Centaurydy (ACE) – niewidoczny z terenu Polski rój meteorów aktywny od 28 stycznia do 21 lutego. Jego radiant znajduje się w gwiazdozbiorze Centaura. Maksimum roju przypada na 8 lutego, jego aktywność jest określana jako średnia, a obfitość roju wynosi 6 meteorów/h. Meteory z roju Alfa Centaurydów osiągają w atmosferze prędkość 56 km/s.